# Otto von Hessen-Kassel

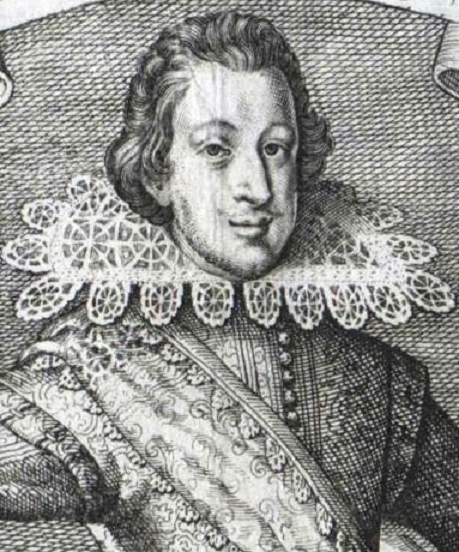
Otto, Prinz von Hessen-Kassel (1617)

Otto von Hessen-Kassel (* 24. Dezember 1594 in Kassel; † 7. August 1617 in Hersfeld) war Erbprinz von Hessen-Kassel, Administrator der Reichsabtei Hersfeld und Statthalter seines Vaters in Oberhessen.

## Leben
Otto war der älteste Sohn des Landgrafen Moritz von Hessen-Kassel (1572–1632) aus dessen Ehe mit Agnes (1578–1602), Tochter des Grafen Johann Georg zu Solms-Laubach. Er wurde am 12. Januar 1595 getauft. Seine Taufpaten waren unter anderem Landgraf Ludwig IV. von Hessen-Marburg, Landgraf Ludwig V. von Hessen-Darmstadt und sein angeheirateter Onkel Graf Ludwig II. von Nassau-Weilburg.
Otto wurde bereits als junger Knabe, am 22. Juli 1602, an der Universität Marburg immatrikuliert. Am 9. März 1604 wurde er vom letzten Abt der Abtei Hersfeld, Joachim Röll, zum Koadjutor des Stifts ernannt. Zwei Jahre später, nach Rölls Tod am 24. Februar 1606, übernahm er am 4. März 1606 als Administrator die Verwaltung des Stifts. Damit wurde er der erste weltliche Herrscher des säkularisierten Fürstentums Hersfeld. Noch im gleichen Jahr beendete er seine Studien in Marburg. Ab Oktober 1608 folgten Studienaufenthalte in Straßburg, Basel und Genf. 1611 begann er eine Kavalierstour, die ihn über Den Haag, mit einem Empfang bei Moritz von Oranien, nach England an den Hof König Jakobs I. und auch nach Schottland führte.
Im April 1612 erfolgte seine Wehrhaftmachung, gefolgt von seiner Vorstellung bei Kaiser Matthias in Frankfurt am Main und der schrittweisen Einbeziehung in die Regierungsgeschäfte der Landgrafschaft, angefangen mit der Ernennung zum Obristen der Festung Kassel und zum Amtmann an der Diemel. Im Januar 1614 – Otto hatte am 24. August 1613 geheiratet – betraute Landgraf Moritz ihn mit der Statthalterschaft des Oberfürstentums, des „Lands an der Lahn“, in Marburg und noch im gleichen November sandte ihn sein Vater zur Beglückwünschung des mit Erreichen der Volljährigkeit aus der Vormundschaft seiner Mutter Maria von Medici entlassenen Königs Ludwig XIII. nach Frankreich. Während der Rückreise erreichte ihn die Nachricht von der Erkrankung seiner hochschwangeren Ehefrau Katharina Ursula von Baden-Durlach, die unmittelbar vor seiner eiligen Rückkehr verstarb.
Ehe Otto sich am 14. Juni 1617 in zweiter Ehe mit Agnes Magdalena von Anhalt-Dessau vermählte, führte er wohl ein recht ausschweifendes Leben in Marburg. Sichtbares Zeugnis desselben war der sechs Monate nach Ottos Hochzeit und vier Monate nach seinem Tod in Hachborn bei Marburg geborene Ernst Reinhard. Die fürstlichen Verwandten holten Ernst Reinhard nach Kassel, wo er 1654 von seinem Neffen, Landgraf Wilhelm VI., zum Kammerjunker bestellt wurde, 1664 erhielt er von Wilhelms Witwe, der vormundschaftlich für ihren Sohn Karl regierenden Hedwig Sophie, das erledigte Lehen von Hattenbach übertragen, nannte sich daraufhin Ernst von Hattenbach, und amtierte von 1664 bis zu seinem Tod 1694 als Hessen-Kasseler Amtmann zu Rodenberg in der Grafschaft Schaumburg.

## Tod
Während eines durch Röteln hervorgerufenen Fiebers versuchte Otto, von seinem Krankenlager aus einen ihn störenden bellenden Hund zu erschießen. Der Schuss löste sich aber so unglücklich, dass er selbst in die linke Brusthälfte getroffen wurde und starb. Er wurde in der Lutherischen Pfarrkirche St. Marien in Marburg beigesetzt.

## Ehen und Nachkommen
Otto heiratete in erster Ehe am 24. August 1613 in Kassel Katharina Ursula (* 19. Juni 1593; † 15. Februar 1615), Tochter des Markgrafen Georg Friedrich von Baden-Durlach. Nach deren Tod vermählte er sich am 14. Juni 1617 in Dessau mit Agnes Magdalena (* 29. März 1590; † 24. Oktober 1626), Tochter des Fürsten Johann Georg I. von Anhalt-Dessau. Beide Ehen blieben, von einer totgeborenen Tochter erster Ehe abgesehen, kinderlos.
Otto hinterließ einen außerehelich und postum geborenen Sohn:
- Ernst (* 17. Dezember 1617; † 1. April 1694), geboren als Ernst Reinhard, Standeserhebung zu Ernst von Hattenbach, ⚭ 1669 Anna Katharina von Hake († 1707)